# Tombeau des Caraïbes
 (février 2009).
Si vous disposez d'ouvrages ou d'articles de référence ou si vous connaissez des sites web de qualité traitant du thème abordé ici, merci de compléter l'article en donnant les références utiles à sa vérifiabilité et en les liant à la section « Notes et références ».
Le tombeau des Caraïbes, ou Coffre à Mort, est un sommet cerné de falaises et situé au nord de la ville de Saint-Pierre, en Martinique. 

## Histoire

### Les Caraïbes en Martinique
Vers 1200 de notre ère, une nouvelle civilisation amérindienne provenant des côtes guyanaises apparaît dans les Antilles sous le nom de Kali'na ou encore Kalinago. Ils prennent le contrôle d'une île, exterminant la quasi-totalité du peuple Arawak déjà présents, mais épargnant les femmes. Cette île sera baptisée par ces Amérindiens sous le nom de Jouanacaeira. Découverte le 15 juin 1502 par Christophe Colomb, elle sera rebaptisée Martinique par lui-même, en hommage à un confrère du nom de Saint Martin.
Le 15 septembre 1635, commence la véritable conquête de la Martinique avec le débarquement d’un aventurier français, Pierre Belain d'Esnambuc, accompagné d’une centaine d’hommes. Ils s’installent sur les côtes Nord-Ouest et cherchent d'emblée à se concilier les autochtones par des cadeaux et des promesses, conscients que leur nombre et leur connaissance du terrain leur donne un avantage écrasant malgré la supériorité technique des Européens dans l'art de la guerre. Partant à la conquête du reste de l’île, ils rencontrent des hommes nus avec pour seules armes des arcs à flèches. Les Caraïbes décident de laisser les Français s’installer sur les côtes Nord-Ouest et en particulier à Saint-Pierre. Les hommes de d’Esnambuc consolident aussitôt leur position en construisant le fort Saint-Pierre. Petit à petit ils prennent le contrôle total de la Martinique, repoussant les Caraïbes ou obtenant d'eux la reconnaissance de la souveraineté de la France, durant la guerre de 1658. Sur ces terres, certains seront exécutés (Buisson, Nicolas), d’autres entretiendront des relations cordiales (Pilote, Arlet) même s'ils seront progressivement marginalisés. Certains s’enfuiront vers les îles voisines comme la Dominique où l’on retrouve les dernières traces de l’existence des Caraïbes. 
Selon le mythe, qui en fait est une interprétation de l'attaque des colons Français sur Grenade, les derniers combattants Caraïbes se seraient suicidés en se jetant d’une falaise aujourd’hui portant le nom du « Tombeau des Caraïbes ». 
Régulièrement, certains groupes indépendantistes de l'île vont y honorer la mémoire amérindienne.

### Malédiction sur Saint-Pierre
Il est également à ajouter que la dernière parole du chef Caraïbe aurait été "La montagne de Feu me vengera" (en référence à la Montagne Pelée, qui détruisit Saint-Pierre quelques siècles plus tard en 1902). Cette parole est l'une des seules particularités qui puissent indiquer que Saint-Pierre était sous l'emprise d'une malédiction, la ville étant considérée également comme sacrilège depuis les excès surtout lors du carnaval qui fit scandale. De nombreux autres témoignages soutiennent cette hypothèse, parlant de prémonitions, ou de malédictions involontaires.